# Grad Širje
Grad Širje (nemško »Scheuern«, »turn ze Scheyer) je bil srednjeveški gradič ali dvorec, katerega prezidano poslopje stoji blizu župnijske cerkve v Širju nad Zidanim mostom.  Po mnogih prezidavah in obnovah so v poslopju sedaj stanovanja.   

## Zgodovina
Širski grad ali dvorec Širje je nastal iz stolpastega dvora širskih vitezov, ki je v pisnih virih omenjen leta 1385 kot hof ze Scheyer. Po družinskem izročilu Širskih, ki pa ni utemeljena v listinah, naj bi rod izviral iz družine bavarskega plemenitašev Schuern. Palatinski grof Arnold Schuerski naj bi seleta 907 uprl Henriku  Bavarskemu. Po neuspelem uporu je zbežal na Spodnjo Štajersko ter si v skritem kraju Širju zgradil še danes stoječi Širski grad.
V prvi polovici 14. stoletja so bili vitezi širski ministerijali in vazali deželnega kneza oziroma vsakokratnega gospodarja gospostva Laško. Med 1336 in 1456 so tako služili Celjskim grofom. Leta 1337 je omenjenih kar sedem bratov Scheyrov, leta 1374 savinjski arhidiakon dominus Vlricus de Schir, leta 1377 Herman de Scheyr, leta 1441 vitez Gašper Širski, leta 1463 Hans in Jurij Širska. Širski stolpasti grad je omenjen leta 1441 (turn ze Scheyrr) in 1463 (turn ze Scheier), leta 1447 pa je Jurij Širski pri cenitvi posesti opisal Širje kot gradič s stolpom. Leta 1541 so deželni stanovi na Kranjskem imenovali Erazma Širskega (von Scheyer) s Soteske za poslanca dežele na regensburškem državnem zboru. Leta 1580 med člani cerkvenega sveta Kranjskih deželnih stanov najdemo Franca pl. Širskega. Leta 1613 se kot lastnika omenjata Hildebrand in Ivan Krištof pl. Seheyra. Leta 1630 je Esther pl. Scheyer prodala dvor baronu Jerneju Valvasorju, ki je bil poročen z njeno sestro Nežo pl. Scheyer. Pet let pozneje so ga grad/dvor zasedli in oplenili uporni kmetje, nato so bili lastniki Adam Asch, baron Karel Egkh, Andrej Kopriva od leta 1663, rodbina Curti po letu 1680, gospodje Strassbergerji od leta 1726, Antonija Robida leta 1730,kasneje še več drugih. Od leta 1802 je dvorec imel Franc Rath, nato rodbina Krammer in od konca 19. stoletja Albert Dommes. Leta 1897 je grad docela uničil požar. Pred prvo svetovno vojno ga je imel v posesti upokojeni avstrijski feldmaršal Julij Hornigg. 
Pred drugo svetovno vojno je Širje imel lekarnar Janko Koritsky iz Ljubljane, ki ga je povsem obnovil. Po letu 1945 je bil v gradu sedež Kmetijske zadruge in ekonomije, ki so jo po nekaj letih opustili. K dvonadstropnemu stolpu so prizidani štirje enonadstropni trakti, ki tvorijo majhno notranje dvorišče, sprednje pročelje pa je poudarjeno z dvema vogalnima stolpoma. Ohranjeno je še srednjeveško jedro z zazidanim gotskim portalom v prvem nadstropju. Danes pa so v stavbi stanovanja.